# Radko Dimitrievo, Șumen
Radko Dimitrievo (în bulgară Радко Димитриево) este un sat în comuna Șumen, regiunea Șumen,  Bulgaria. 

## Demografie
Componența etnică a satului Radko Dimitrievo
     Bulgari (92,28%)
     Nicio identificare (7,71%)
     Altele (0%)
La recensământul din 2011, populația satului Radko Dimitrievo era de 285 locuitori. Din punct de vedere etnic, majoritatea locuitorilor (92,28%) erau bulgari. Pentru 7,71% din locuitori nu este cunoscută apartenența etnică.